# VfL Hameln
Il Verein Für Leibesübungen Hameln Von 1849 e.V. è una squadra di pallamano maschile tedesca con sede a Hameln.